# Affaire des caisses noires de la CDU
L’affaire des caisses noires du CDU ou affaire des frais de campagne désigne la révélation, fin 1999, des pratiques de financement illégales de la CDU au cours des années 1990, sous le mandat du chancelier Helmut Kohl. Le scandale a éclaboussé plusieurs personnalités politiques : Wolfgang Schäuble, Roland Koch, Manfred Kanther, ainsi qu'un certain nombre d'entreprises, notamment le groupe italien Ferrero et le groupe sidérurgique Thyssen. Le renouvellement des institutions qui s'est ensuivi a permis un rajeunissement du comité central de la CDU, avec l'arrivée d’Angela Merkel et son équipe.

## Déroulement

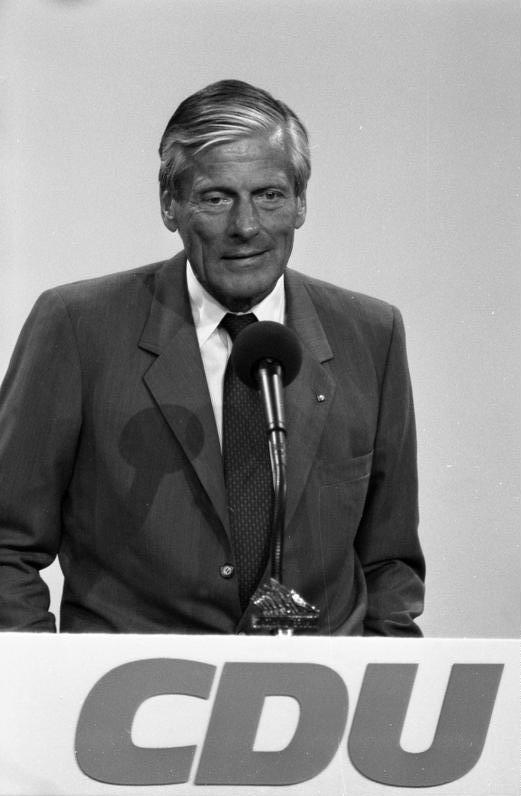
Walther Leisler Kiep

Cette affaire a éclaté le 4 novembre 1999, alors que le tribunal correctionnel d’Augsbourg émettait un mandat d'arrêt à l'encontre de l'ex-trésorier de la CDU, Walther Leisler Kiep, pour soupçon d'évasion fiscale, sur lequel le procureur s'exprima le 5 novembre 1999.
On reprochait à Kiep d'avoir perçu 1 000 000 DM de commission du négociant en armement Karlheinz Schreiber en 1991 pour le compte de la CDU et de ne pas l'avoir déclaré. Cette commission n’aurait d'ailleurs pas été versée qu'à la CDU. Horst Weyrauch, le trésorier Kiep et son mandataire Uwe Lüthje avaient partagé l'argent entre eux. Comme cela fut établi par la suite, ce n'était là qu'un acompte des versements (1 300 000 DM) de la compagnie Thyssen, versé en 1991 sur un parking en Suisse.
Le 26 novembre 1999, l'ex-secrétaire général de la CDU Heiner Geißler finit par admettre que sous l'ère Kohl son parti avait ouvert des comptes occultes ; quant à ses prédécesseurs, ils déclarèrent n'avoir jamais eu vent de telles pratiques. L'ex-chancelier allemand et président du CDU Helmut Kohl, après de multiples dénégations, finit à son tour par reconnaître, le 16 décembre 1999, l'existence de ces comptes lors d'une interview télévisée. Kohl endossa la responsabilité politique de fautes commises dans le financement de la CDU durant son mandat et avoua qu'il avait validé l'effacement de 2,1 millions de DM de frais de campagne occultes (et donc illégaux) dans les comptes de son parti. 
Kohl resta silencieux sur le nom des bailleurs de ces fonds secrets ; il leur avait donné sa parole d'honneur de ne pas les impliquer. Il estimait qu'en agissant ainsi, il n'était pas en infraction contre le droit allemand et encore moins contre la constitution. 
Dans les jours qui suivirent, Kohl dut démissionner de son mandat de président d'honneur à la demande du comité directeur de la CDU. Il rejeta toutefois les accusations d'après lesquelles les ventes d'armes et la décision politique de revendre les raffineries de Leuna auraient été votées moyennant des pots-de-vin (cf. Affaire Leuna etc.).
Conséquence de ce scandale, le Bundestag nomma une commission d'enquête, qui siégea de décembre 1999 à juin 2002, et vota divers amendements à la loi sur le financement des partis renforçant la transparence du financement des partis politiques.
Au cours de l'enquête, il apparut que la CDU disposait manifestement de nombreux comptes secrets (Schattenkonten), entre autres dans un établissement du nom de Norfolk en Suisse. Ces comptes n'étaient jamais mentionnés dans les comptes de campagne et servaient à masquer des versements illégaux au parti. Ces sommes étaient finalement employées au financement des campagnes électorales. Dans la mesure où Kohl seul choisissait quels candidats bénéficieraient de ces enveloppes, cette pratique en vint à être désignée comme le « système Kohl ». 
Dans la mesure où l'existence de ces comptes secrets constituait une infraction à la législation en vigueur sur le financement des partis, le président du Bundestag Wolfgang Thierse fit annuler le remboursement de frais de campagne de la CDU pour un montant déclaré de 21 millions d'euros. 
Plusieurs hommes politiques et un certain nombre d'institutions furent éclaboussés par le scandale, parmi lesquels Wolfgang Schäuble, Max Strauß, Roland Koch, Manfred Kanther, le groupe italien Ferrero et le groupe sidérurgique Thyssen.

## Détail non exhaustif des «versements»
- Pots-de-vin de Bayerische Bitumen-Chemie (20 000 DM)
- Pots-de-vin du groupe italien Ferrero à la CDU : (1 000 000 DM)
- Fonds secrets du groupe parlementaire en 1990 (600 000 DM)
- Versements avoués dans l'affaire Leisler Kiep : (1 000 000 DM)
- Versements d'origine inconnue sur la période 1989–1992 (10 000 000 DM)
- Versements de Schreiber au ministre Schäuble[4] : (100 000 DM)

- Fonds Ehlerding : (5 900 000 DM); les versements effectués par le couple d'entrepreneurs immobiliers Ehlerding, les plus élevés qu'un parti allemand ait jamais perçu en une seule fois, finirent par être reconnus comme légaux faute de preuve. Les Ehlerding avaient obtenu l'adjudication des 110 000 logements de cheminots votés par la Fédération allemande ; aussi le soupçon d'une prise d'intérêt n'était-il pas mince.
- Transfert de 6 000 000 DM de la CDU en 1982 par le groupe parlementaire au parti. Cette infraction, antérieure à 1984, était toutefois prescrite.
- Versements Dœrfert (325 000 DM) : d'après les comptes de la CDU, l'ex-directeur de Caritas-Trèves, Hans-Joachim Doerfert aurait effectué en 1996 vingt-neuf versements de moins de 20 000 DM chacun (pour éviter d’apparaître dans les comptes de campagne), pour un montant total de 325 000 DM. Ces versements furent encaissés par la fédération de Rhénanie-Palatinat.
- Campagne publicitaire pour le livre de la tête de liste CDU aux élections de Hesse, Roland Koch (175 000 DM): les éditions „Hunzinger Public Relations“ injectèrent avec ces 175 000 DM plus d'argent dans la campagne de presse que ce que le livre aurait jamais rapporté. La CDU plaida qu'un éditeur devait parfois accepter de perdre de l'argent au début avant que ses publications touchent leur public.
- Les autres dépenses de campagne non déclarées ou incomplètes furent rajoutées par la suite dans les comptes officiels de la CDU, si bien qu'elles furent formellement régularisées.

## L'affaire Leuna et ses conséquences (1991-1999)
André Guelfi, un ex-collaborateur de la compagnie pétrolière Elf Aquitaine confirma que sous la présidence de Kohl, la CDU avait perçu des pots-de-vin dans le cadre de la cession à Elf Aquitaine des raffineries Leuna. D'après André Tarallo (proche de Jacques Chirac), les paiements auraient été effectués avec l'approbation du président la République française, François Mitterrand. Kohl démentit immédiatement tout rapport entre les versements d'Elf Aquitaine et le scandale des dépenses de campagne de la CDU ; mais faute de documents appuyant ses déclarations, Kohl ne put que donner sa parole.
De l'aveu même du président de la commission d'enquête du Bundestag, Volker Neumann, de nombreux aspects de l'affaire restaient dans l'ombre. De nouvelles révélations tombèrent avec l'intervention du substitut Winfried Maier et du procureur d'Augsbourg, Jörg Hillinger qui, contre l'avis du premier procureur de Bavière, Hermann Froschauer, relancèrent l'enquête.
En 1995, Hillinger était tombé un peu par hasard, via les commissions versées par l'homme d'affaires Schreiber, sur des versements d'argent blanchi aux leaders de la CDU et de la CSU pour des montants de plusieurs millions. Il déclara plusieurs fois publiquement qu'il était gêné dans son enquête par des ordres venus d'en haut. Il accusa en février 1999 le responsable du ministère de la justice de Bavière, Wolfgang Held (CSU), d'avoir communiqué des pièces confidentielles aux membres du gouvernement bavarois.
Mais au mois d'avril 1999, le premier procureur Hillinger était tué dans un spectaculaire accident automobile. Les experts diligentés par le tribunal criminel de Bavière enquêtèrent sur les causes de cet accident mais ne trouvèrent aucun indice de conspiration. Un fait retint surtout l'attention : diverses notes du défunt magistrat avaient été rendues illisibles sur ordre de son successeur, comme le ministère public le laissa transpirer par voie de presse. Malgré cette machination, qui n'eut pas de suite judiciaire, la rumeur se répandant à Augsbourg que le procureur Hillinger avait été assassiné, il ne pouvait plus être question désormais d'une enquête sérieuse.

## La commission d'enquête
Le 2 décembre 1999, le Bundestag nomma une commission d'enquête chargée d'établir dans quelle mesure les subsides accordés à la CDU avaient influencé les décisions politiques du cabinet Kohl. 
Jusqu'à la nomination de cette commission d'enquête, Kohl avait gardé le silence, avait renoncé à s'exprimer et n'avouait rien. Il refusait d'admettre qu'il était en infraction avec la loi sur le financement des partis et estimait être dans son bon droit ; et même il alla jusqu'à accuser les partis de la coalition rouge-verte d'enfreindre la Constitution ; le lieu du crime était la chancellerie. Il suggérait que le nouveau cabinet avait fait disparaître des documents. Lors de l'une de ses premières déclarations à la commission d'enquête, il avait formellement démenti avoir ordonné de détruire des documents. Il se disait convaincu d'une bonne chose : son gouvernement n'avait jamais été vénal.

## Wolfgang Schäuble

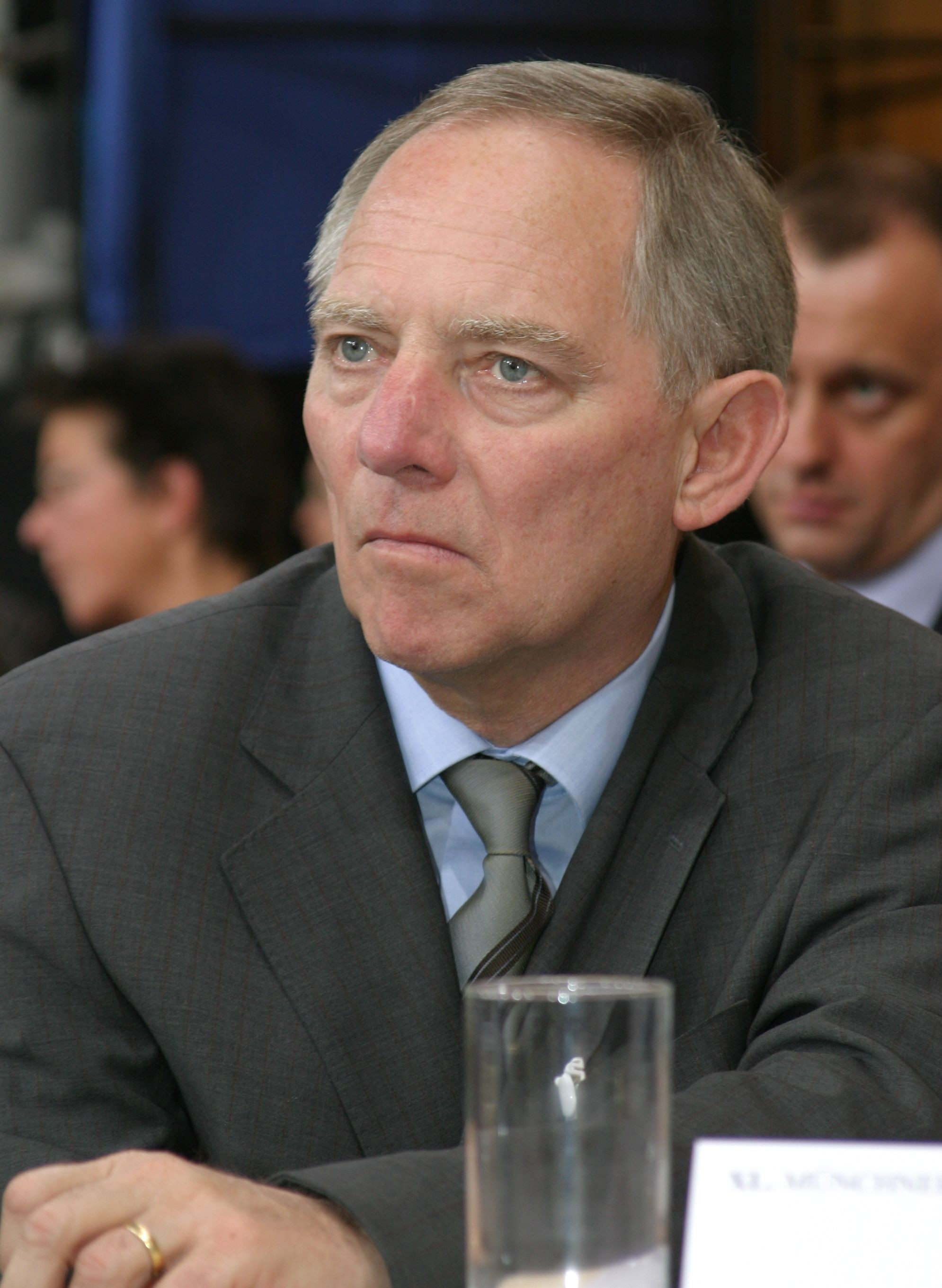
Wolfgang Schäuble

Le 16 février 2000, Schäuble annonça qu'il n'était plus candidat à la présidence du parti ni du groupe CDU au Parlement. Friedrich Merz fut donc élu nouveau chef du groupe parlementaire, Angela Merkel nouvelle présidente du parti. Schäuble conservait toutefois sa place au sein du comité directeur de la CDU.
Un peu plus tôt, le 10 janvier 2000, Schäuble avait reconnu avoir touché en 1994 pour le compte de la CDU un pot-de-vin de plus de 100 000 DM de la part du trafiquant d'armes Karlheinz Schreiber. Puis le 31 janvier 2000, Schäuble avoua une autre remise d'argent avec Schreiber au cours de l'année 1995. La trésorerie de la CDU avait enregistré ces provisions sous la rubrique « versements divers ». 
Schäuble reconnut qu'il avait reçu l'argent à son bureau de Bonn par un courrier de Schreiber qui lui était adressé personnellement ; mais qu'il avait remis l'enveloppe « encore scellée et intacte » à Brigitte Baumeister ; qu'il n’avait appris qu'ensuite que les versements n'avaient « pas suivi la voie régulière ». Dès qu'il apprit le lancement de poursuites contre Schreiber, il aurait demandé à la trésorière, Mme Baumeister, d'émettre des reçus pour les donations, afin que personne ne vienne plus tard « faire des suppositions idiotes. » 
Au cours de l'enquête, la trésorière de la CDU de l'époque, Brigitte Baumeister, se mit à contredire la version Schäuble à propos du circuit suivi par les 100 000 DM versés par le lobby de l'armement. Baumeister expliqua qu'elle avait reçu le courrier de Schreiber et l'avait porté chez Schäuble, lequel lui aurait remis cet argent douteux ensuite. 
Cette somme n'apparaissait dans aucun des bilans financiers de la CDU ; et Schreiber n'avait aucun reçu pour la remise de cet argent. Le 13 avril 2000 Schäuble déclara devant la commission que ni la direction du CDU, ni le cabinet de Helmut Kohl n'avaient été corrompus. Au mois de juin 2000 Schreiber remboursa l'amende que Schäuble avait dû payer pour parjure. Les poursuites contre Schäuble et Brigitte Baumeister pour déclarations mensongères furent suspendues, ainsi que les investigations. Le procureur de Berlin n'avait pu réunir suffisamment d'indices pour les confondre. 
D’après les accusations du Ministère Public, les 100 000 DM n'auraient été versés qu'une seule fois. Le soupçon a existé que Schreiber ait versé deux fois 100 000 DM : d'abord pour les fâcheux frais de campagne de la CDU, puis plus tard en « dessous de table » comme rétrocommission dans un marché d'armement. 
On ignore d'ailleurs où les 100 000 DM ont été placés. D’après les déclarations du commissaire aux comptes de la CDU, Horst Weyrauch, ils auraient été confiés au directeur d'un cabinet de maîtrise d’œuvre, Jürgen Schornack. Puis Weyrauch les aurait fait remettre au trésorier de l’époque, W. Leisler-Kiep. Cet argent aurait ensuite atterri dans les caisses de la CDU, ce que Kiep a toujours démenti.

## L'homme à tout faire: Hans Terlinden
Hans Terlinden est l'un de ceux qui connaissaient le mieux le système de financement du chancelier Kohl. En 1966, Kohl avait fait venir Terlinden à Mayence, pour en faire le directeur régional de la CDU. À ce poste, il représentait le nouveau chancelier à la CDU de Mayence. En 1989, Terlinden suivit Kohl au gouvernement à Bonn. 
En tant que responsable des services de la CDU, Terlinden organisait les congrès CDU à Bonn et était ainsi directement en relations avec Kohl. Terlinden était un „bon soldat“ du parti et passait pour l'un des premiers hommes de confiance du chancelier Kohl. Au mois de décembre 1999, cette fidélité lui coûta son poste de directeur des finances, qu'il avait gardé secret pendant 10 ans : dans l'affaire des caisses noires, Terlinden, au lieu de transmettre les pièces compromettantes au chef du parti Wolfgang Schäuble, les adressait à Kohl. Le ministère public fit inculper Terlinden de trafic d'influence.
La commission d'enquête du Bundestag le fit condamner le 23 mars 2000 à l'amende maximum (1 000 DM) pour déclarations mensongères. Le 6 avril 2000, elle demanda au tribunal correctionnel de Berlin-Tiergarten une peine d'incarcération à l'encontre de Terlinden pour les mêmes griefs ; mais le 10 juillet 2000, le tribunal rejeta cette plainte comme infondée.

## L'acte d'accusation du procureur d’Augsbourg
Le 17 mars 2000 le premier procureur d'Augsbourg lança des poursuites contre l'ex-trésorier du CDU, Walther Leisler-Kiep, contre un homme d'affaires trouble, Karlheinz Schreiber, ainsi que contre les ex-directeurs de Thyssen, Jürgen Maßmann et Winfried Haastert. Le mandat d'arrêt contre Holger Pfahls fut annulé par le premier procureur de Bavière, Froschauer. Pfahls profita de sa remise en liberté pour s'éloigner du pays pendant cinq ans.
Le 13 avril 2000, le journal Bild publiait une lettre de Walther Leisler-Kiep au chancelier Helmut Kohl : dans ce courrier de 1993, Kiep rappelait comment, en 1991, il avait à la requête du lobbyiste K. Schreiber, sollicité l'approbation de Kohl pour la livraison politiquement sensible de transports de troupes type « Fuchs » à l’Arabie saoudite : 
« Cher Helmut, tu te souviens certainement de l'aide et de l'appui apportés dans l'affaire des chars Fuchs, qui ont été livrés à l'Arabie saoudite. C'était une initiative de M. Karlheinz Schreiber, qui travaille pour Thyssen à Ottawa »
Kiep plaide ensuite pour un autre projet défendu par Schreiber, la construction d'une usine de véhicule blindé de Thyssen au Canada : 
« Je te serais très reconnaissant si tu pouvais aider M. Schreiber et nous permettre d'implanter un important centre de production et créer de nouveaux emplois. »
Le 27 avril 2000, Kiep ne parvint pas à justifier de façon plausible devant la Commission d'enquête ce qu'il avait fait des 1,5 million de francs suisses de la banque Norfolk, que Lüthje et Weyrauch avaient placés au Liechtenstein. Weyrauch déclara qu'à la clôture d'un compte, Kiep avait récupéré l'argent de pots-de-vin. Mais Kiep affirma n'en avoir aucun souvenir.
Le SPD et les Verts y voyaient une preuve de plus de la vénalité du gouvernement Kohl. Les représentants de ces deux partis fondaient surtout leurs soupçons sur le mensonge par omission de Kiep à propos d'un projet de vente d'armes du groupe Thyssen. Kiep n'avoua d'abord que la transmission d'une seule lettre de l'armurier Schreiber à Kohl. Un député du SPD présenta alors à l'ex-trésorier du CDU un autre document, où Kiep s'informait auprès de Kohl de la poursuite du projet. Schreiber avait versé 1 million de DM à la CDU en 1991 pour le compte de Thyssen et à l'époque c'était Kiep qui avait perçu cet argent.

## Chute de Helmut Kohl

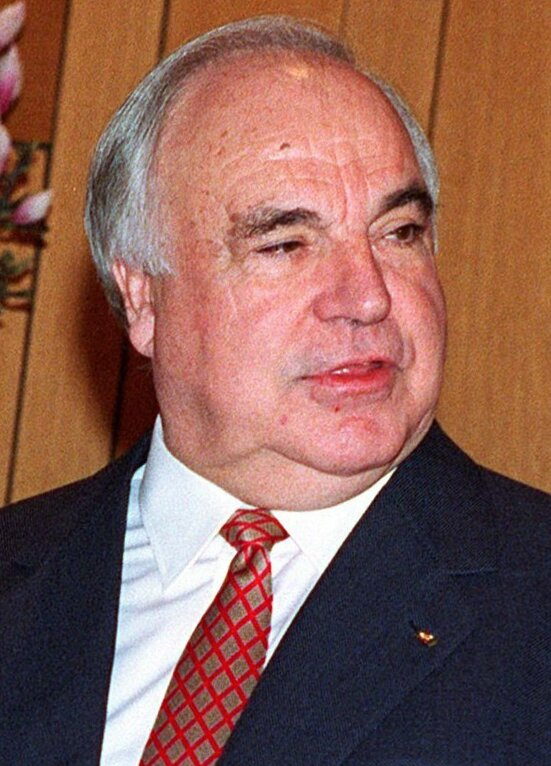
Helmut Kohl

Le 18 janvier 2000, le comité directeur et la présidence de la CDU demandèrent la démission de leur président d'honneur Helmut Kohl et désavouèrent Schäuble. Kohl accepta de démissionner. Le lendemain, Angela Merkel déclara publiquement que la vérification des comptes de la CDU avait révélé le versements de plusieurs autres millions « d’origine inconnue » sous le mandat de Kohl.
La CDU annula le 23 février 2000 les cérémonies prévues pour le 70e anniversaire de Kohl (le 3 avril suivant). 
Kohl annonça le 9 mars 2000 qu'il venait de relancer une « collecte » auprès des investisseurs pour combler les dettes qu'il laissait à son parti.
À la mi-février 2000, le président du Bundestag Wolfgang Thierse suspendit, en vertu de la loi sur le financement des partis, le versement à la CDU des 41,3 millions de DM de frais de campagne, pour comptes falsifiés. La CDU fit appel de cette décision en justice, mais perdit son procès en deuxième instance au tribunal administratif fédéral.
Le 6 août 2000, un article du Spiegel affirmait que Kohl avait employé les 2 millions de DM collectés illégalement à d'autres fins (notamment des sondages d'opinion et le soutien de la campagne électorale en Rhénanie et en Hesse) que celles qu'il avait avouées (créer de nouvelles fédérations CDU dans les ex-Länder de RDA). Le procureur de Bonn confirma les déclarations du Spiegel.
Le 12 août 2000 la ZDF annonça que l'ex-porte-parole général de la CDU, Uwe Luethje, accusait Helmut Kohl. Dans les aveux écrits qu'il transmit à la commission d'enquête du Bundestag, Luethje reconnaissait qu'il avait parlé à Kohl en 1992 de la clôture d'un compte bancaire du parti en Suisse, en vue du transfert de 1,5 million de francs suisses. Cette somme d'argent avait ensuite été répartie en parts égales entre l'ex-trésorier Walther Leisler-Kiep, le conseiller financier Horst Weyrauch et Uwe Luethje. Jusque-là, Kohl avait systématiquement nié être au courant de ce compte.
Le 25 août 2000, la pression s'accrut encore davantage sur les épaules de Kohl : selon une révélation du Süddeutsche Zeitung, il aurait proposé dès son élection en 1982 de mettre en place le système des caisses noires au CDU. Dès cette époque, quelque 6 000 000 DM auraient transité du groupe parlementaire CDU au Bundestag à la CDU ; à la demande de Kohl, le groupe parlementaire aurait remis cette somme par un intermédiaire au délégué général de la trésorerie, Uwe Lüthje ; puis le conseiller financier du parti, Horst Weyrauch, aurait placé cet argent sur des comptes secrets. Kohl répondit qu'il n'avait « plus de souvenir précis de ces événements, vieux de dix-huit ans » mais qu'il jugeait plausible « face à la dureté de la campagne électorale de mars 1983, que le groupe parlementaire ait déployé tous les moyens à sa disposition. »
Le 15 septembre 2000, le Berliner Zeitung rapportait que les enquêtes du cabinet d'audit Ernst & Young touchant à la gestion de la fédération hessoise du CDU accusaient encore un peu plus Helmut Kohl. Les experts avaient trouvé dans une note manuscrite de février 2000 qu'un des pots-de-vin, que Kohl avait reconnu avoir perçu de bailleurs de fonds dans les années 1990, avait été effacé des comptes occultes de la fédération hessoise de la CDU. Cette note avait trait à un versement de 900 000 DM effectué en 1993 sur un compte-dépôt de la CDU nationale. Kohl indiqua qu'il s'agissait de la subvention d'un donateur dont il se refusait de divulguer le nom.
Au début du mois de décembre 2000, par suite des fonds secrets de Kohl, la CDU perdit encore 7,7 millions de DM de remboursement au titre du financement public des partis. Kohl continua de taire le nom des donateurs. Le CDU, désormais ruiné, aurait pu contraindre Helmut Kohl par voie de justice à donner les noms des corrupteurs pour outrage au tribunal, mais n'en fit rien pour ne pas aggraver le scandale.

## Les frasques de la CDU Hessoise

### Aperçu
L'affaire des subventions occultes au CDU allemand venait à peine de commencer qu'un autre scandale éclatait à propos des comptes de la CDU hessoise. Cette fois, c'étaient l'ancien Ministre de l'Intérieur Manfred Kanther et l'ex-trésorier régional du CDU, le prince Casimir-Johannes zu Sayn-Wittgenstein-Berleburg qui avaient fait passer plusieurs financements illégaux pour les prétendus héritages de juifs allemands (les prétendus „legs juifs“). L'opposition du Landtag de Hesse était d'autant plus acharnée que ces sommes avaient servi à financer la campagne de Roland Koch.

### Les détails
À la mi-janvier 2000, l'ex-président du CDU de Hesse Manfred Kanther avoua qu'au cours de l'année 1983 il avait transféré à l'étranger quelque 8 millions de DM de la fédération régionale du CDU et déguisé les envois de fonds en donations ou crédits. Puis le chef de la CDU hessoise Roland Koch révéla le 27 janvier 2000 que ce n'étaient pas 8 millions, mais 18 millions de DM qui avaient été transférés en Suisse en 1983. Il se déclara prêt à faire éclater la vérité au grand jour ; mais il apparut par la suite que Koch lui-même était impliqué dans le blanchiment de l'argent douteux en « prêt d'honneur ». Koch fut finalement forcé d'avouer ses mensonges éhontés : malgré plusieurs relances des journalistes à ce propos, il avait passé sous silence qu'une reconnaissance de crédit de plus de deux millions de DM, venant à l'appui des comptes du parti, avait été antidatée. Pourtant malgré la mobilisation des médias et du public, et malgré les appels à sa démission de la part du SPD et des Verts, Koch était toujours le Ministre-président de la région, car l'appui de son parti et de la coalition avec le FDP faisait obstacle à tout vote de défiance. L'Opposition au Landtag de Hesse protestait que la campagne de Koch en 1998-99 avait été financée en partie par des caisses noires et essaya de faire annuler le scrutin. Le tribunal électoral finit par enquêter sur ces élections régionales. Après que la cour constitutionnelle ait examiné les raisons de contester l'élection, le tribunal électoral prononça la validité du scrutin. 
Le 5 août 2000, les auditeurs commissionnés par la fédération de Hesse de la CDU avouèrent qu'il se sentaient « objectivement manipulés » par le président CDU Roland Koch. Le directeur du cabinet d'audit, Hans-Joachim Jacobi, déclara d’ailleurs devant la commission d'enquête du Landtag de Hesse qu'il avait dû solliciter le procureur de Wiesbaden pour prendre connaissance des indices saisis dans le cadre de l'affaire des caisses noires. Personne n'avait précisé (si cela avait été jamais su) que dans le rapport consolidé des comptes de campagne de 1998, les explications complémentaires fournies par Koch et son secrétaire-général d'alors, Herbert Müller, étaient fausses. En outre les auditeurs n'étaient pas au courant qu'une reconnaissance de dettes de 1 million de DM, citée dans la note justificative de 1999, venait d'être antidatée quelques jours plus tôt ; or Koch et Müller le savaient en remettant le bilan comptable de 1998 aux enquêteurs. 
Le 25 août 2000, on apprit que le rapport provisoire de fin 1999 des comptes de campagne de la CDU de Hesse comportait de nouvelles irrégularités. D'après les déclarations du commissaire aux comptes Karl-Heinz Barth, ce rapport amendé une première fois comportait un montant suspect de 190 000 DM, mentionné comme « rentrées diverses », alors qu'une note interne spécifiait que les donations devaient être indiquées comme « sources ». L'argent venait en effet de comptes en Suisse.
D'autres plaintes furent portées contre Roland Koch : il aurait menti lors de son témoignage devant la commission d'enquête parlementaire. Le député de l'Union Démocrate Chrétienne Frank Lortz, lors d'une session d'enquête du Landtag de Hesse, avait déclaré avoir informé dès le début de 1993 l'ensemble du groupe parlementaire CDU (y compris Koch) des fraudes sur les subventions du groupe parlementaire entre 1988 et 1992. Koch lui-même avait déclaré à la Commission d'enquête, qu'il n'avait été mis au courant de ces malversations par Manfred Kanther qu'à l'été 1993. Koch s'en tint désormais à cette position : « Je n'ai aucun souvenir d'un rapport d'audit dans lequel il y aurait eu mention de malversations au sein du groupe parlementaire. »
L'ex-comptable de la CDU, Franz-Josef Reischmann avait inscrit, entre 1988 et 1992 1 800 000 DM de dépenses de la fédération CDU de Hesse et 336 000 DM de dépenses du groupe parlementaire de la CDU ; la CDU effaça certainement ces pertes financières grâce à ses caisses noires.
Au début du mois de septembre 2000, la pression s'accentua sur la CDU hessoise et le ministre-président Koch : on reprochait à la fédération CDU de s'être servi en 1998 et 1999 de la caisse d'une association proche du parti, la Hessische Akademie für politische Bildung comme compte intermédiaire. La Société mutuelle de l'industrie allemande (HDI) reconnut auprès des journalistes de SPIEGEL, d'avoir versé au total 450 000 DM à une association en 1998 et 1999 pour soutenir la campagne de Koch.
L'affaire des fonds secrets de la CDU contraignit Franz Josef Jung à démissionner le 7 septembre 2000 : en tant que secrétaire général de la CDU hessoise à la fin des années 1980, il portait en effet la responsabilité du financement des campagnes et de la construction du nouveau siège avec les sommes qu'on avait fait passer pour des legs juifs,.
D'après les révélations de l'agence de presse DPA, la fédération CDU de Hesse possédait encore des comptes occultes sous le mandat de Roland Koch, ministre-président de Hesse depuis janvier 1999. Malgré la promesse récente de Koch de faire « toute la lumière sur cette affaire », des employés de la CDU continuaient de rémunérer des collaborateurs « bénévoles » du comité central, et cela avec de l'argent des comptes occultes.
En outre un livre de comptes de la CDU disparut après la première perquisition au siège du parti à Wiesbaden en janvier 2000.
La présidente du parti Petra Roth aurait elle aussi reçu 20 000 euros de commission illégale de Horst Weyrauch en 1994. Cette révélation mit un terme en 2000 à la coalition SPD-CDU au conseil municipal de Francfort.
Les indices accumulées par le cabinet du procureur au terme des perquisitions ont montré que des sommes d'un montant total estimé à 230,000 DM avaient transité par les caisses d'une association locale de Rhénanie-Palatinat (Grünstadt bei Worms), sans figurer dans les comptes du parti. 

#### Manfred Kanther
Tandis qu'en sa qualité de Ministre de l'Intérieur, Manfred Kanther avait déclaré la guerre au blanchiment d'argent, il comparaissait le 13 mai 2000 devant la commission d'enquête du Bundestag en sa qualité d'ex-président de la fédération CDU de Hesse et il lui fut signifié que le Ministère public diligentait des poursuites à son encontre. Sous le mandat de Kanther en tant que secrétaire général de la CDU de Hesse, 20,8 millions de DM avaient été transférés en 1983 sur des comptes occultes en Suisse, puis retirés au gré des besoins. Interrogé sur ce sujet, Kanther invoqua une mémoire défaillante, puisqu'une fois le scandale révélé en janvier 2000, il ne reconnut que le trafic d'au plus 9 millions de DM. Kanther ne parvint pas davantage à expliquer d'où venait cet argent et qui étaient les bailleurs de fonds. Il fut en outre incapable de justifier la détention de plus de 600 000 DM ; Kanther se disait toutefois personnellement convaincu que personne ne s'était personnellement enrichi dans cette affaire.

#### Implication du groupe agroalimentaire Ferrero
Le 15 juillet 2000 on apprit que le procureur venait de découvrir une somme de un million de DM d'argent sale dans les compte de la CDU hessoise. Cet argent provenait apparemment du groupe agroalimentaire Ferrero qui depuis 20 ans avait alimenté les caisses de la fédération de Hesse. Pour les années 1980, les sommes ne pouvaient être que supposées, car il ne restait plus aucune preuve matérielle. Elles n'avaient pas été systématiquement enregistrées comme des dons. D'après les relevés de la chambre des comptes de l'arrondissement de Marburg-Biedenkopf, l'entreprise a payé pendant des années de trop faibles acomptes sur la taxe professionnelle pour son usine de Stadtallendorf. Alors que les commissaires aux comptes estimaient les acomptes à 40,2 millions de DM pour chacune des années 1993 et 1994, la comptabilité de la commune régie par la CDU ne faisait apparaître que 6,8 millions de DM. Ferrero fut donc contrainte de compléter ses contributions des années 1994 à 1996 de 52 millions de DM. Ferrero parvint cependant grâce à ses acomptes, éviter le versement de 13 millions de DM d’intérêts.
Manfred Kanther avait été conseiller juridique du confiseur Ferrero en 1999. Depuis le début des années 1980, Ferrero avait subventionné la CDU de presque 1 000 000 DM, qui ne furent jamais déclarés.

## La déposition de Walter Wallmann
Walter Wallmann avait été, du 23 avril 1987 au 5 avril 1991, le président de la fédération régionale de la CDU et le ministre-président de Hesse.
Le 18 mai 2000, Wallmann dut comparaître devant la commission d'enquête et plaida de nouveau l'ignorance de tous les dirigeants de la CDU. Il qualifia de maladresse (beachtlichen Fehler) le transfert sur des caisses noires des 22 millions de DM en 1983 (c'est-à-dire sous son propre mandat), tout en ajoutant qu'il n'en avait pas eu connaissance : ni le prince Casimir-Johannes de Sayn-Wittgenstein-Berleburg ni le secrétaire-général d'alors, Manfred Kanther ne l'en avaient mis au courant.

## La Stasi et les archives de RDA
À la fin du mois de mars 2000, le public apprit que la Stasi était au fait des comptes en Suisse et de la caisse noire de la CDU depuis au moins 1976 : Kohl avait été mis sur écoute par la Stasi depuis des décennies. Par la suite, le Ministère fédéral de l'Intérieur fit connaître que c'est sur décision du gouvernement Kohl qu'avant la Réunification, les relevés des écoutes de la Stasi effectuées sur des personnalités politiques ouest-allemandes avaient été détruites.
Le 6 mai 2000, on apprit qu'à la chute de la RDA, Kohl aurait confisqué des archives du SED.

## La grande lessive
Le 12 avril 2000 on apprit que dans le cadre des poursuites engagées contre le fils de Franz Josef Strauß, Max Strauß, le disque dur de ce dernier venait de disparaître de façon inexplicable des scellés de l'étude du procureur ou plus précisément de la garde d'un collaborateur assermenté du procureur. Ce disque dur devait contenir des informations-clef sur les liens entre Schreiber, Strauß, la CDU,, etc.
Burkhard Hirsch (FDP) fut chargé par le cabinet rouge-vert de l'époque de tirer au clair les raisons de la disparition des contrats passés dans l'affaire Leuna. Dans son rapport du 12 juin 2000, le député conclut qu'une masse considérable (in erheblichem Umfang) de documents sensibles ont disparu ou ont été dissimulés avant la passation de pouvoir à la chancellerie entre Kohl et Schröder. Ainsi quelque 85 millions de DM se seraient envolés lors de la cession des usines Leuna et du combinat Minol.
Le 24 juin 2000, l'enquêteur Hirsch révéla qu'il avait réussi à mettre la main sur quelques-unes de notes de l'ex-chancelier Helmut Kohl, et parmi celles-ci une carte de visite du trafiquant d'armes Karlheinz Schreiber. Le Berliner Morgenpost rapporta que Hirsch serait en outre tombé sur des notes concernant un projet de vente d'hélicoptères aux garde-côtes canadiens (projet Bearhead) et la préparation du sommet économique d’Halifax. L'analyse des disques durs effacés avant la chute du cabinet Kohl avait fini par donner aussi quelques détails ; ces nouveaux documents furent transmis à la commission d'enquête parlementaire.
Mais Hirsch n'avait pu retrouver la plupart des documents relatifs aux sujets les plus sensibles de la mandature de Kohl ; ce qui poussa le porte-parole du gouvernement d'alors, Uwe-Karsten Heye, à dire que le soupçon de destruction ou de camouflage de preuves s'en trouvait renforcé.
Les membres de la commission d'enquête parlèrent par la suite d’« amnésie collective » à propos des autres témoins entendus. Depuis le renouvellement de la direction de la CDU, la demande d'éclaircissements avait pris fin. Le président du SPD Frank Hofmann déclara que ce comportement, compte tenu de l'impossibilité de le sanctionner, rendait plus difficile le travail des enquêteurs. D'après Hofmann cela révélait la déloyauté de la CDU, dont le système opaque reposait, comme la criminalité organisée, sur des négociations essentiellement orales.

## Les procès
Au mois de janvier 2000 le procureur de Bonn requérait des poursuites contre Kohl pour soupçon de concussion. 
Le 31 janvier 2001, lors d'une session du tribunal criminel de Berlin, l’expert anti-corruption Uwe Dolata, invité à témoigner, s'exprima en ces termes : 
« Monsieur le juge, imaginez que vous voliez une auto. Et supposez que là où vous vivez, il y a une loi qui dit qu'il est interdit de voler une auto. Supposez que vous vous fassiez prendre en train de voler l'auto. Enfin imaginez-vous que vous ne soyez pas jugé pour avoir volé l'auto et vous être fait prendre en flagrant délit, parce qu'aucune loi ne dit à quoi on doit vous condamner pour ce vol illégal. Cette logique absurde est celle qui prévaut dans la législation sur les partis politiques allemands. »
Le tribunal fut d'avis que malgré ses démêlés, la CDU pouvait percevoir le remboursement de ses frais de campagne.
Le 3 mars 2001, le tribunal régional de Bonn approuvait l'abandon des poursuites contre Kohl, lequel dut cependant s'acquitter d’une amende de 300 000 DM. Les juges fondaient leur décision sur le fait que « la situation juridique n'était pas claire, et que même dans le cas d'une inculpation et d'un jugement confirmant la culpabilité et l'identité du coupable, il n'interviendrait selon toute probabilité qu'une peine d'amende, qui ne pourrait dépasser les montants déjà versés volontairement par le prévenu » ; elle s'appuyait aussi sur le désintérêt des victimes elles-mêmes (la CDU) pour la poursuite du procès. Parmi les circonstances atténuantes, le tribunal tint compte de l’engagement politique et des « mérites » de Kohl, ainsi que du fait qu'il ne s'était pas personnellement enrichi ; il fallait également « tenir compte des attaques personnelles parues dans les médias. »
Parmi les circonstances atténuantes supplémentaires, le tribunal mit également en avant la « juste réparation envers la victime (...) après que le coupable, dans le cadre d'une collecte de fonds publique, eut largement rétabli les finances de la CDU dans la mesure où il les avait dégradées. » Kohl, par une nouvelle campagne de levée de fonds, avait en effet réussi à réunir la somme de 6 000 000 DM de la part d'entreprises et de particuliers pour résorber le déficit de son parti, et lui-même avait contribué à hauteur de 700 000 DM . Parmi les donateurs figuraient entre autres Uschi Glas, Heiner Lauterbach, Dieter Thomas Heck, Artur Brauner et Michael Holm. Le plus gros contributeur fut Leo Kirch avec un million de DM.
Kanther fut condamné le 18 avril 2005 en première instance par le tribunal régional de Wiesbaden à une peine de prison de 18 mois et à une amende de 25 000 euros pour concussion en vertu du § 266 du Code pénal. Kanther estima que ce jugement était dévoyé (abwegig). Mais le juge en exercice qualifia à son tour de dévoiement l'attitude de Kanther qui, en tant qu'ex-ministre de l'Intérieur, aurait mieux fait de s'abstenir de critiquer les conséquences d'une loi entrée en application sous son propre mandat. 
Le procès contre le prince Casimir zu Wittgenstein fut reporté au 15 mars « pour raison médicale ».

## Affaires similaires
Dans les mois qui suivirent le scandale des caisses noires de la CDU, plusieurs autres financements illicites furent mis au jour, notamment les financements occultes de la fédération hessoise de la CDU et de la fédération SPD de Cologne. 
À l'issue des élections au Bundestag de 2002, la fédération FDP de Rhénanie-Westphalie sera à son tour mise en cause pour des faits similaires, qui provoqueront la chute de son président Jürgen Möllemann.